# 田迎地域
田迎（たむかえ）は、熊本県熊本市南区の地名。旧飽託郡田迎村。
その中は大まかに下記の地域に分かれる。
- 田迎1～5丁目
- 馬渡1～2丁目
- 田井島1～3丁目
- 出仲間1～8丁目
- 良町（＝ややまち）1～5丁目

## 地理
のどかな田園風景が広がる郊外だったが、熊本東バイパス（国道57号バイパス）や浜線バイパスが開通してから、急速に住宅地として発展した。

## 歴史
- 1889年4月1日 - 町村制が施行。田井島村、田迎村、出仲間村、良町村（＝ややまちむら）が合併して発足。
- 1892年 - 飽田郡と託麻郡が合併し飽託郡となる。
- 1953年4月1日 - 熊本市に編入、同市田迎町となる。
- 1990年（平成2年） -  1980年から開始した「熊本市南部土地改良組合」（第1期）造成完了、田迎町馬渡地区が改めて熊本市馬渡として新しい街となる。
- 1999年4月1日 - 区画整理で住居地区を改正「田井島」「田迎」「出仲間」「良町」に変更

## 教育機関
- 熊本市立田迎小学校-学区：出仲間・田井島
- 熊本市立田迎西小学校-学区：馬渡・田迎・出仲間（・流通団地の一部及び八王寺町の南区域）
- 熊本市立田迎南小学校-学区：田井島・良町
- 熊本市立御幸小学校-学区：良町の一部地区（・御幸及び幸田全般）
- 熊本市立託麻中学校-田迎小学校（一部地域は熊本市立出水南中学校の選択可能）・田迎西小学校・田迎南小学校（一部地域は熊本市立出水南中学校の選択可能）・御幸小学校の4校進学先

## 交通

### 鉄道
- 最寄り駅は「南熊本駅」
  - 1964年（昭和39年）3月31日まで町内に熊本バスの前身「熊延鉄道」(南熊本-砥用)が走っていた。
    - 町内に存在した駅は「田迎駅」「良町駅」の2箇所

### バス
- 熊本バス
- 熊本都市バス

### 道路
- 国道57号（熊本東バイパス）
- 国道266号（熊本浜線バイパス）
- 熊本県道104号熊本浜線（通称「旧浜線」）
- 熊本県道182号田迎木原線
- 熊本県道236号神水川尻線